# Élections législatives hongkongaises de 2016
Les élections législatives hongkongaises de 2016 se déroulent le 4 septembre 2016.

## Mode de scrutin
Le Conseil législatif de Hong Kong est composé de 70 sièges pourvus tous les quatre ans selon un système mêlant suffrage universel direct et indirect. Sur ce total, 35 sièges sont ainsi pourvus par les électeurs au scrutin proportionnel plurinominal dans cinq circonscriptions électorales appelés « circonscriptions géographiques » (GC). Dans ces dernières, la répartition des sièges est faite selon la méthode du plus fort reste, à l'aide du quota de Hare. Les 35 sièges restants sont pourvus au scrutin indirect dans des circonscriptions dites fonctionnelles (FC) par plusieurs groupes socio-professionnels, dont 5 par une circonscription rassemblant les conseillers de districts, élus directement par la population au cours des élections locales,.

## Contexte
Lors des élections législatives de 2012, les pro-démocratie, bien que toujours, obtiennent quatre sièges de plus, leur conférant un droit de vote au sein du Conseil législatif.
À la suite des manifestations de 2014 à Hong Kong, également nommées « révolution des parapluies », le paysage politique hongkongais a vu naître un nouvel camp, favorable à l'indépendance de la région, face aux deux autres camps traditionnels, les pro-démocratie et les partisans de Pékin.
Les autorités électorales décident par ailleurs d'interdire la candidature de cinq partisans de l'indépendance, faisant valoir qu'il est illégal de militer en faveur de l'indépendance. C'est le cas de Andy Chan Ho-tin cofondateur du Parti national de Hongkong (HKNP), qui milite pour l’indépendance de Hong Kong.

## Principales forces politiques
| Camp             | Parti                                                                                    | Idéologie             | Voix et sièges en 2012 |
| ---------------- | ---------------------------------------------------------------------------------------- | --------------------- | ---------------------- |
| Pro-Pékin        | Alliance démocratique pour l'amélioration et le progrès de Hong Kong                     | Conservatisme         | 20,22 % 13 sièges      |
| Pro-Pékin        | Alliance des entreprises et des professionnels pour Hong Kong                            | Conservatisme         | Nouveau                |
| Pro-Pékin        | Fédération des syndicats de Hong Kong                                                    | Socialisme            | 7,06 % 6 sièges        |
| Pro-Pékin        | Parti libéral                                                                            | Libéral-conservatisme | 2,64 % 5 sièges        |
| Pro-Pékin        | Nouveau parti du peuple                                                                  | Conservatisme         | 3,76 % 2 sièges        |
| Pro-démocratie   | Parti civique                                                                            | Social-libéralisme    | 14,08 % 6 sièges       |
| Pro-démocratie   | Parti démocratique                                                                       | Social-libéralisme    | 13,65 % 6 sièges       |
| Pro-démocratie   | Parti travailliste                                                                       | Social-démocratie     | 6,19 % 4 sièges        |
| Pro-démocratie   | Pouvoir du peuple - Ligue des sociaux-démocrates                                         | Social-démocratie     | 14,59 % 4 sièges       |
| Pro-démocratie   | Association pour la démocratie et la subsistance du peuple                               | Libéralisme           | 1,69 % 1 siège         |
| Pro-démocratie   | Centre de service des travailleurs et du voisinage                                       | Libéralisme           | 2,42 % 1 siège         |
| Pro-démocratie   | Néo-démocrates                                                                           | Libéralisme           | 1,58 % 1 siège         |
| Pro-démocratie   | Demosistō                                                                                | Libéralisme           | Nouveau                |
| Indépendantistes | Passion civique - Institut politique du prolétariat - Ordre de la résurgence d'Hong-Kong |                       | Nouveau                |
| Indépendantistes | ALLinHK - Indigènes d'Hong-Kong                                                          |                       | Nouveau                |
| Indépendantistes | Parti national d'Hong-Kong                                                               |                       | Nouveau                |

## Résultats
| Parti                                                                                    | Circonscriptions géographiques | Circonscriptions géographiques | Circonscriptions géographiques | Circonscriptions géographiques | CF     | CF de conseils de districts | CF de conseils de districts | CF de conseils de districts | CF de conseils de districts | Total sièges | +/-           |
| Parti                                                                                    | Voix                           | %                              | +/-                            | Sièges                         | Sièges | Voix                        | %                           | +/-                         | Sièges                      | Total sièges | +/-           |
| ---------------------------------------------------------------------------------------- | ------------------------------ | ------------------------------ | ------------------------------ | ------------------------------ | ------ | --------------------------- | --------------------------- | --------------------------- | --------------------------- | ------------ | ------------- |
| Alliance démocratique pour l'amélioration et le progrès de Hong Kong                     | 361 617                        | 16,68                          | 3,54                           | 7                              | 3      | 568 561                     | 29,77                       | 0,19                        | 2                           | 12           | 1             |
| Fédération des syndicats de Hong Kong                                                    | 169 854                        | 7;83                           | 0,77                           | 3                              | 2      | 233 236                     | 12,11                       | 3,36                        | 0                           | 5            | 1             |
| Nouveau parti du peuple                                                                  | 167 589                        | 7,73                           | 3,97                           | 3                              | -      | -                           | -                           | -                           | -                           | 3            | 1             |
| Alliance des entreprises et des professionnels pour Hong Kong                            | 49 745                         | 2,29                           | N/A                            | 1                              | 6      | -                           | -                           | -                           | -                           | 7            | en stagnation |
| Parti libéral                                                                            | 21 500                         | 0,99                           | 1,70                           | 0                              | 4      | -                           | -                           | -                           | -                           | 4            | 1             |
| Fédération d'Hong-Kong et unions travaillistes Kowloon                                   | -                              | -                              | -                              | -                              | 1      | -                           | -                           | -                           | -                           | 1            | en stagnation |
| Nouveau Forum                                                                            | -                              | -                              | -                              | -                              | 1      | -                           | -                           | -                           | -                           | 1            | en stagnation |
| Autres                                                                                   | 100 711                        | 4,64                           | N/A                            | 2                              | 5      | -                           | -                           | -                           | -                           | 7            | en stagnation |
| Total du camp pro-Pékin                                                                  | 871 016                        | 40,17                          | 2.49                           | 16                             | 22     | 801 797                     | 41,98                       | 3,45                        | 2                           | 40           | 3             |
| Parti civique                                                                            | 207 885                        | 9,59                           | 4,49                           | 5                              | 1      | 28 311                      | 1,48                        | N/A                         | 0                           | 6            | en stagnation |
| Parti démocratique                                                                       | 199 876                        | 9,22                           | 4,43                           | 5                              | -      | 735 597                     | 38,51                       | 4,25                        | 2                           | 7            | 1             |
| Pouvoir du peuple - Ligue des sociaux-démocrates                                         | 156 019                        | 7,20                           | 7,39                           | 2                              | -      | -                           | -                           | -                           | -                           | 2            | 1             |
| Parti travailliste                                                                       | 101 860                        | 4,70                           | 1,49                           | 1                              | -      | -                           | -                           | -                           | -                           | 1            | 3             |
| Association pour la démocratie et la subsistance du peuple                               | 33 255                         | 1,53                           | 0,16                           | 0                              | -      | 17 175                      | 0,90                        | 15,57                       | 0                           | 0            | 1             |
| Néo-démocrates                                                                           | 31 595                         | 1,46                           | 0,12                           | 0                              | -      | 23 631                      | 1,24                        | N/A                         | 0                           | 0            | 1             |
| Centre de service des travailleurs et du voisinage                                       | 20 974                         | 0,97                           | 1.45                           | 0                              | -      | 303 457                     | 15,89                       | N/A                         | 1                           | 1            | en stagnation |
| Communs professionnels                                                                   | -                              | -                              | -                              | -                              | 2      | -                           | -                           | -                           | -                           | 2            | en stagnation |
| Union des professeurs professionnels d'Hong-Kong                                         | -                              | -                              | -                              | -                              | 1      | -                           | -                           | -                           | -                           | 1            | en stagnation |
| Autres                                                                                   | 29 704                         | 1,37                           | N/A                            | -                              | 3      | -                           | -                           | -                           | -                           | 3            | 2             |
| Total du camp pro-démocratie                                                             | 781 168                        | 36,02                          | 20,14                          | 13                             | 7      | 1 108 171                   | 58,02                       | 7,29                        | 3                           | 23           | 3             |
| Passion civique - Institut politique du prolétariat - Ordre de la résurgence d'Hong-Kong | 154 176                        | 7,11                           | N/A                            | 1                              | -      | -                           | -                           | -                           | -                           | 1            | en stagnation |
| ALLinHK - Indigènes d'Hong-Kong                                                          | 81 422                         | 3,75                           | N/A                            | 2                              | -      | -                           | -                           | -                           | -                           | 2            | 2             |
| Demosistō                                                                                | 50 818                         | 2,34                           | N/A                            | 1                              | -      | -                           | -                           | -                           | -                           | 1            | 1             |
| Travail de terrain de la démocratie                                                      | 38 183                         | 1,76                           | N/A                            | 1                              | -      | -                           | -                           | -                           | -                           | 1            | 1             |
| Autres                                                                                   | 87 294                         | 4,03                           | N/A                            | 1                              | -      | -                           | -                           | -                           | -                           | 1            | 1             |
| Total du camp indépendantiste                                                            | 411 893                        | 19,00                          | -                              | 6                              | -      | -                           | -                           | -                           | -                           | 6            | 5             |
| Chemin de la démocratie                                                                  | 18 112                         | 0,84                           | New                            | 0                              | -      | -                           | -                           | -                           | -                           | 0            | en stagnation |
| Troisième côté                                                                           | 13 461                         | 0,62                           | New                            | 0                              | -      | -                           | -                           | -                           | -                           | 0            | en stagnation |
| Indépendants                                                                             | 72 761                         | 3,36                           | N/A                            | 0                              | 1      | -                           | -                           | -                           | -                           | 1            | 1             |
| Total du camp non aligné                                                                 | 103 334                        | 4,81                           | 3,71                           | 0                              | 1      | -                           | -                           | -                           | -                           | 1            | 1             |
|                                                                                          |                                |                                |                                |                                |        |                             |                             |                             |                             |              |               |
| Exprimés                                                                                 | 2 168 411                      | 98,46                          | 0,02                           |                                |        | 1 909 968                   | 96,31                       | 1,15                        |                             |              |               |
| Nuls et blancs                                                                           | 33 872                         | 1,53                           | 0,02                           | 73 081                         | 3,72   | 1,15                        |                             |                             |                             |              |               |
| Total des voix                                                                           | 2 202 283                      | 58,28                          | 4,97                           | 1 983 049                      | 57,09  | 5,14                        |                             |                             |                             |              |               |
| Inscrits                                                                                 | 3 779 085                      | 100,00                         | 9,03                           | 3 473 792                      | 100,00 | 7,89                        |                             |                             |                             |              |               |